# Fritz Kuchen
Fritz Kuchen   (10 de setembre de 1877 - Winterthur, 26 de maig de 1973) va ser un tirador suís que va competir a començaments del segle xx.
El 1920 va prendre part en els Jocs Olímpics d'Anvers, on disputà set proves del programa de tir. Guanyà la medalla de bronze en les proves de rifle militar 300 metres, rifle lliure 300 metres, 3 posicions per equips i Rifle militar 300 i 600 m, bocaterrosa equips. També destaquen la quarta posició en la prova de rifle militar 300 metres, bocaterrosa per equips i la sisena en la de rifle militar 600 metres per equips.